# Sucha Rzeczka
Sucha Rzeczka [pronunciación en polaco: /ˈsuxa ˈʐɛt͡ʂka/] es un pueblo en el distrito administrativo de Gmina Płaska, dentro del Distrito de Augustów, Voivodato de Podlaquia, en el noreste de Polonia, cercano a la frontera con Bielorrusia. Se encuentra aproximadamente 3 kilómetros al oeste de Płaska, 18 kilómetros al este de Augustów, y 87km al norte de la capital regional, Białystok.